# Dave Flett
Dave Flett (* 2. Juni 1951 in Aberdeen) ist ein schottischer Gitarrist. Bekannt wurde er in den 1970er Jahren als Mitglied von Manfred Mann’s Earth Band, er war als Tourgitarrist aber auch bei Thin Lizzy und zahlreichen Nebenprojekten von Thin-Lizzy-Musikern beteiligt. 2004 gab sich ein anderer Musiker als Flett aus und veröffentlichte unter dessen Namen eine Solo-LP. Das erste Solo-Album des echten Flett erschien erst 2014.

## Biografie
Flett wirkte bereits in jungen Jahren in verschiedenen Bands in Aberdeen mit. Nachdem er in den frühen 1970er Jahren nach London gezogen war, bildete er dort mit weiteren Musikern aus Aberdeen die Band Jock. In London kam er auch in Kontakt mit Manfred Mann, bei dessen Amerikatournee 1975 er als Gitarrist teilnahm. Gemeinsam mit Manfred Mann’s Earth Band nahm er danach die beiden Studioalben The Roaring Silence und Watch auf. 1978 wechselte er von Manfred Mann als Tourgitarrist zu Thin Lizzy, wo er vorübergehend den ausgeschiedenen Gary Moore ersetzte, bevor mit Snowy White ein dauerhafter neuer Gitarrist gefunden war. Im Anschluss formierte Flett seine eigene Band Special Branch, die jedoch erfolglos war und nur kurze Zeit bestand.
1981 wirkte er erneut bei Auftritten von Thin Lizzy mit, widmete sich aber auch einige Zeit einem Bandprojekt mit dem damaligen Schlagzeuger der Dire Straits, Pick Withers. Als Withers sich dem Jazz zuzuwenden begann, kehrte Flett abermals in den Dunstkreis von Thin Lizzy zurück und war zweiter Gitarrist in der kurzzeitigen Band von Brian Robertson, bevor dieser 1982 zu Motörhead wechselte. Gemeinsam mit Neil Carter, der in Robertsons vormaliger Band Wild Horses mitgewirkt hatte, stieß Flett danach als Rhythmusgitarrist zur Tourbesetzung von Gary Moore. Mit dessen Tourbassist Bob Daisley wechselte er in den späten 1980ern zur Soloband von Jeff Whatson (Ex-Night Ranger).
Trotz vieler Bemühungen blieb der Erfolg in den 1980er Jahren aus. Flett wurde zwar für sein einstiges Mitwirken bei Hits von Manfred Mann honoriert und als Livemusiker geschätzt, war aber auf keinen neuen Veröffentlichungen mehr zu hören. In einem Interview von 1985 zeigte sich Flett enttäuscht von seinem jüngsten Werdegang, betonte aber auch, dass er stolz sei, zur großen Thin-Lizzy-Familie zu gehören und in welchem Maße sich Phil Lynott um sein Auskommen in den letzten Jahren gekümmert habe. Er kündigte an, mit Daisley und einigen Musikern aus Aberdeen an den Anfang seiner Karriere anzuknüpfen und eine Gruppe namens Jocksome & Flettsome zu gründen. Zu dieser Bandgründung kam es dann aber wohl nicht, vermutlich weil Fletts Förderer Lynott wenig später starb oder weil Daisley bereits in Verhandlungen mit Black Sabbath war, deren festes Mitglied er 1987 wurde.
1988 schloss sich Flett Don Airey an, der Musiker für sein erstes Solo-Album suchte und für die Sologitarre bereits Gary Moore gefunden hatte. Flett wurde kurz vor den Aufnahmen durch Aireys Bruder Keith Airey ersetzt.
Trotz dieser Enttäuschungen blieb Flett Daisley und dem Umfeld von Thin Lizzy und Gary Moore weiterhin verbunden. In den 1990er Jahren bildete er mit Bob Daisley und dem ebenfalls für Gary Moore spielenden Schlagzeuger Graham Walker die Formation Intense, die vor allem als Studioband für Demoaufnahmen gebucht wurde, und die Jimmy Barnes für einige Promo-Auftritte zur Präsentation seines Albums Two Fires begleitete. Flett, Daisley und Walker bildeten darauf (ohne eigenen Bandnamen) ab etwa 1997 die Kernformation für einige Produktionen von Michael Lardie, als dieser sich im Zuge der Auflösung von Great White auf den Produzentenstuhl zurückzog. Unter anderem ist Flett auf dem 2005 erschienenen Album Vegas must die von Jizzy Pearl zu hören. Prinzipiell zog sich Flett jedoch ab den 1990er Jahren mehr ins Privatleben nach Florida zurück und trat nur noch bei Studioproduktionen in Erscheinung.
Noch während der Aufnahmen zu Vegas must die gab sich ein Gitarrist aus Hermosa als Flett aus und veröffentlichte unter dessen Namen das Album Pura Vida. Aufbauend auf diesem Vorfall schrieb Flett den Song Stolen Identity. 2014 veröffentlichte er sein erstes Solo-Album Flying Blind, bei dem Manfred Mann und dessen langjähriger Drummer John Lingwood als Gastmusiker beteiligt waren.